# 淡輪ゆき
淡輪 ゆき（たんのわ ゆき、1992年10月10日 - ）は、東京都出身のタレント、フリーアナウンサー。ホリプロスポーツ文化部アナウンス室 (HAP) 所属。夫はプロ野球選手（東北楽天ゴールデンイーグルス）の浅村栄斗。

## 来歴
東京都出身。初等部から青山学院に通い、青山学院大学卒業。
タレント養成所時代の2010年、BSフジの『青春!イモトの門』で初のレギュラー出演を獲得。この当時は淡輪 優紀（読み同じ）の名で活動していた。
後にプロダクション尾木所属となり、淡輪 優希（読み同じ）に改名。
ホリプロへの移籍後には淡輪 ゆきの名で活動。主にスポーツリポーターとして活動している。
2021年12月24日、本人のインスタグラムで女児が誕生したことが発表される。

## 人物
趣味はゴルフ（ベストスコア96、アベレージスコア105）、スポーツ観戦（野球とラグビーは年間30試合以上スタジアムで生観戦。ほか、サッカー、テニス、バスケットボールなど）、プレーヤーとしてバスケットボール歴7年、スキー歴10年、映画館で映画を観ること（月に平均3回）、ジャズダンス（4年）、海外旅行（30か国以上。カナダへ1年間留学していた経験あり）。
特技はクラシックバレエ（13年）、ボウリング（ベストスコア235）、スポーツマッサージ（ラグビー部トレーナー経験あり）。

## 担当番組

### テレビ番組
- 青春!イモトの門（BSフジ）
- 王様のブランチ（TBS） - リポーター（2014年1月 - 2015年9月）
- バラいろダンディ（TOKYO MX） - 水曜バーディ（2014年5月 - 2015年3月）
- 情報番組マチコミ（テレビ埼玉） - リポーター
- 大人旅スタイル（J:COM）
- プレ男（プレメン）レッスン[7][8]（ゴルフネットワーク）
- DHC エクストリームBeauty（DHCシアター ほか）
- ライオンズアワー[1][9]（テレビ埼玉） - ベンチリポーター
- BS12 プロ野球中継2020 「日本ハムVS楽天」副音声ビジターチーム応援 (2020年10月8日、2021年9月10日、BS12) - ゲスト出演

### ラジオ番組
- ON8+1（bayfm） - 火曜パーソナリティ（2013年4月 - 2016年3月）
- TOKYO FM ホリデースペシャル EZ DO RUGBY!（TOKYO FM） - パーソナリティ[1]
- KOSÉ HEALING BLUE（TOKYO FM） - コーセーコスメプレゼンター[1]

### ネット配信番組
- B.WEEK!!（スポナビライブ） - アシスタント
- AbemaPrime（2020年3月30日、AbemaTV） - 進行キャスター